# Liste des circonscriptions électorales du Nottinghamshire
Le Comté cérémoniel du Nottinghamshire, 
(qui inclut l'autorité unitaire de 
Nottingham),
est divisé en 11 Circonscription électorale
- 3 Borough constituencies
et 8 County constituencies.

## Circonscriptions
- † Conservateur
- ‡ Labour
- ¤ Liberal Democrat
- UKIP

| Circonscriptions    | Électeur | Majorité | Member of Parliament | Member of Parliament | Opposition | Opposition          | Map |
| ------------------- | -------- | -------- | -------------------- | -------------------- | ---------- | ------------------- | --- |
| Ashfield CC         | 77,091   | 8,820    |                      | Gloria De Piero      |            | Helen Harrison      |     |
| Bassetlaw CC        | 76,796   | 8,843    |                      | John Mann            |            | Sarah Downes        |     |
| Broxtowe CC         | 71,764   | 4,287    |                      | Anna Soubry          |            | Nick Palmer         |     |
| Gedling CC          | 70,000   | 2,986    |                      | Vernon Coaker        |            | Carolyn Abbott      |     |
| Mansfield CC        | 77,534   | 5,315    |                      | Alan Meale           |            | Andrea Clarke       |     |
| Newark CC           | 73,747   | 18,474   |                      | Robert Jenrick       |            | Michael Payne       |     |
| Nottingham East BC  | 60,464   | 11,984   |                      | Christopher Leslie   |            | Garry Hickton       |     |
| Nottingham North BC | 65,918   | 11,860   |                      | Graham Allen         |            | Louise Burfitt-Dons |     |
| Nottingham South BC | 68,918   | 6,936    |                      | Lilian Greenwood     |            | Jane Hunt           |     |
| Rushcliffe CC       | 73,328   | 13,829   |                      | Kenneth Clarke       |            | David Mellen        |     |
| Sherwood CC         | 73,349   | 4,647    |                      | Mark Spencer         |            | Léonie Mathers      |     |

## Changements de limites
| Nom | anciennes limites                               | 2010 Election Général |
| --- | ----------------------------------------------- | --------------------- |
| 1. Ashfield CC 2. Bassetlaw CC 3. Broxtowe CC 4. Gedling CC 5. Mansfield CC 6. Newark CC 7. Nottingham East BC 8. Nottingham North BC 9. Nottingham South BC 10. Rushcliffe CC 11. Sherwood CC | Parliamentary constituencies in Nottinghamshire | Proposed Revision     |

## Résultats
| 2005 | 2010 | 2015 |
| ---- | ---- | ---- |
|      |      |      |